# Trey Anastasio
Ernest Joseph Anastasio III, detto Trey (Fort Worth, 30 settembre 1964), è un chitarrista, compositore e cantante statunitense,  noto principalmente per il suo lavoro con i Phish ed i suoi "Evenings with Trey Anastasio" accompagnato dalla New York Philharmonic, la Los Angeles Philharmonic Orchestra, l'Atlanta Symphony Orchestra e le Baltimore, Pittsburgh, Oregon, Seattle e Colorado Symphony.
Il suo musical Hands on a Hardbody è stato candidato ai Tony Awards del 2013 come migliore composizione.
In aggiunta alle sue composizioni per orchestra è autore di 152 canzoni originali dei Phish, 140 delle quali composte da solo, in aggiunta alle 41 firmate con altri membri della band.
Ha militato anche negli Oysterhead, insieme a Stewart Copeland dei Police e Les Claypool dei Primus.

## Discografia

### In studio
- Surrender to the Air (1996)
- One Man's Trash (1998)
- Trampled By Lambs and Pecked by the Dove (con Tom Marshall, 2000)
- Trey Anastasio (2002)
- Seis De Mayo (2004)
- Shine (2005)
- Bar 17 (2006)
- The Horseshoe Curve (2007)
- Time Turns Elastic (2009)
- Traveler (2012)
- Paper Wheels (2015)
- Ghosts of the Forest (2019)
- Lonely Trip (2020)
- mercy (2022)

### Dal vivo
- Plasma (2003)
- Original Boardwalk Style (2008)
- TAB at the TAB (2010)